# Чорлау
Чорлау (нім. Zschorlau) — громада в Німеччині, розташована в землі Саксонія. Входить до складу району Рудні Гори. Центр об'єднання громад Чорлау.
Площа — 21,99 км2. Населення становить 5165 ос. (станом на 31 грудня 2020).